# Nord-Aurdal
Nord-Aurdal es un municipio de la provincia de Oppland, Noruega. Cuenta con una población de 6466 habitantes según el censo de 2015.

## Geografía

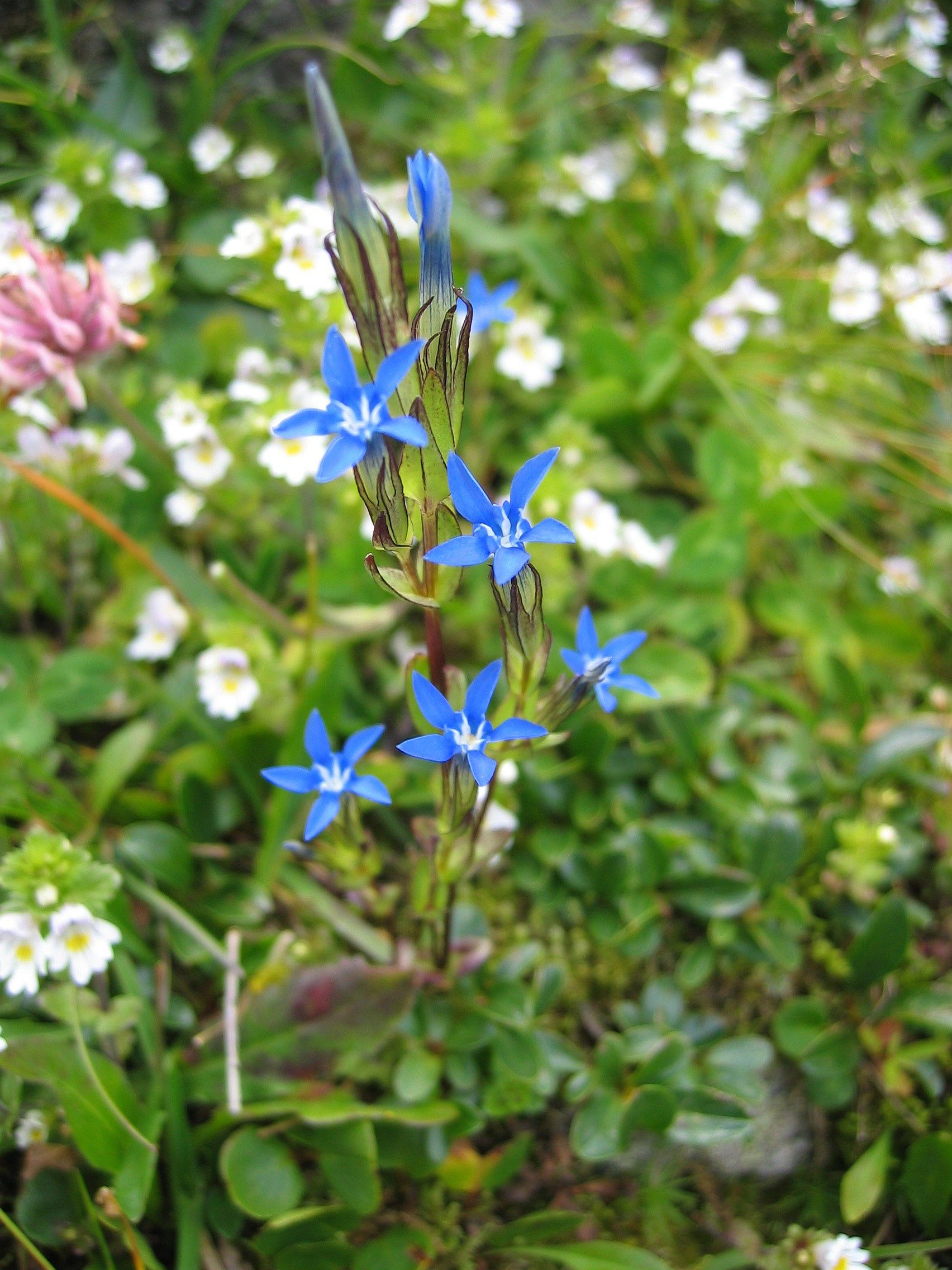
Gentiana nivalis

Está al norte de Sør-Aurdal municipality, al este de Etnedal y Gausdal y al sur de Øystre Slidre y Vestre Slidre . A oeste está bordeada de Hemsedal y Gol en Buskerud county. 
El punto más alto es Duptjernkampen con 1325 metros. 
Nord-Aurdal pertenece al valle de Valdres, situado entre los de Gudbrandsdal y Hallingdal.
Tisleifjorden and Aurdalsfjorden are large inland lakes in Nord-Aurdal . 

## Historia

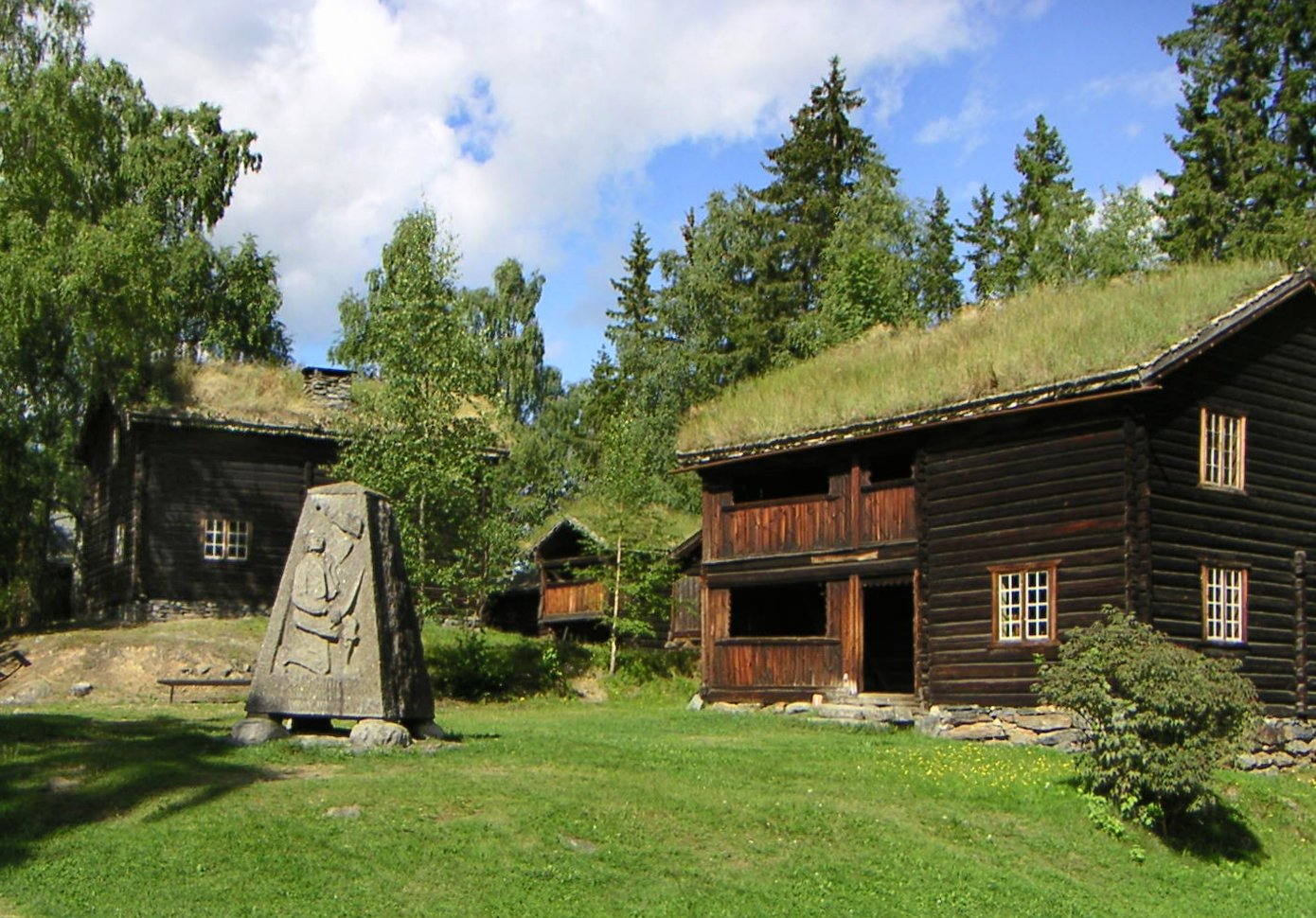
Valdres Folkemuseum, Fagernes

Valdres Folkemuseum está en las afueras de Fagernes y tiene muchas casas rurales, antiguas y colecciones de telas e instrumentos musicales. 

## Residentes conocidos
- Knut Hamsun, writer (Knut Hamsund in NRK, Dagbladet, Aftenposten)